# Offenes Kulturhaus Oberösterreich
Das Offene Kulturhaus Oberösterreich (OK), ehemals oder auch OK – Centrum für Gegenwartskunst ist eine Kunsteinrichtung des Landes Oberösterreich in Linz, die von der Oberösterreichischen Landes-Kultur GmbH OÖLKG betrieben wird und als Ausstellungs- und Produktionshaus für zeitgenössische Kunst dient. Der Fokus liegt auf installativen und medialen künstlerischen Arbeiten von meist jüngeren international agierenden Künstlern sowie auf Performancekunst.
Das OK verfügt insgesamt über 1800 m² Ausstellungs- und Produktionsfläche. Es liegt östlich von Ursulinenhof und Einkaufszentrum passage, die im Stadtzentrum an der Ostseite der Landstraße liegen.

## Geschichte
1965 überlegte der Orden Die Gesellschaft der Heiligen Ursula erstmals, das Kloster und die Kirche an die Stadt Linz abzugeben, da das Gebäude schon jahrelang von diesem nicht mehr genutzt wurde und Renovierungsarbeiten vonnöten gewesen wären. Zudem wurden Denkmalschützer auf den Bau aufmerksam. Nachdem Sturmschäden 1970 dem Gebäude zusätzlich stark zusetzten, forderte die Baupolizei die Sicherung beziehungsweise Abräumung eines Teils der Fassadengliederung. Bund, Land, Diözese und die Stadt Linz sorgten gemeinsam für die Sicherung der Schauseite bis 1971/72. Die Bauherrschaft übernahm der Verein Denkmalpflege in Österreich.
Am 20. Dezember 1972 unterzeichnete die bevollmächtigte Oberin M. Eleonara Ehrenstraßer die Abtretung der Kirche, des Klosters und der Schule an das Land Oberösterreich. Nachdem das Bundesdenkmalamt die Eigentümerübertragung und Adaptierung bewilligte, wurde mit den Planungsarbeiten begonnen. Baubeginn war am 6. August 1973.
Der Trakt in der Harrachstraße musste bis auf das Erdgeschoß komplett abgetragen werden, somit blieben nur die Geschäftslokale im Erdgeschoß des Gebäudes von den Adaptierungsmaßnahmen unberücksichtigt. Der gesamte Dachstuhl, die Dippelbaumdecken, die Böden, die Fenster, die Türen und alle Fassaden mussten jedoch erneuert werden. Zudem wurde das Gebäude durch Elektro-, Sanitär- und Heizungsinstallationen sowie dem Einbau einer Klimaanlage für Restaurant, Festsaal und Pressezentrum auf den Stand der Zeit gebracht.
Im Jahr 1977 wurde das ehemalige Kloster zum Landeskulturzentrum, welches durch den damaligen Kulturreferent des Landes Oberösterreich, Josef Ratzenböck, eröffnet wurde. Das Ziel dieser Einrichtung war und ist es, Kulturschaffende jeder Art zu fördern und die Bevölkerung an Kultur heranzuführen.
Im Gebäude der ehemaligen Ursulinenschule wurde schließlich das Offene Kulturhaus Oberösterreich untergebracht, welches Ende der 1980er Jahre vom Land Oberösterreich gegründet wurde. Um das OK als Ausstellungs- und Produktionshaus nutzen zu können, wurde das Gebäude von 1994 bis 1998 umgebaut und im April 1998 wiedereröffnet. Von 1992 bis 2022 war Martin Sturm der künstlerische und organisatorisch-kaufmännische Leiter des Offenen Kulturhauses Oberösterreich. Sturm ist einer der Mitinitiatoren des Netzwerkes ACE („Art Centers of Europe“). Dort sind sieben zeitgenössische Kunsteinrichtungen miteinander verbunden und organisieren gemeinsam unter anderem Künstleraustauschprogramme und Ausstellungsprojekte. Seit 2022 wird das OK als Teil der OÖ Landes-Kultur GmbH von Alfred Weidinger geleitet und programmiert.
Am 17. und 18. März 2012 wurde das OÖ Kulturquartier eröffnet, welches als gemeinsame Klammer, die das Landeskulturzentrum Ursulinenhof, die Ursulinenkirche und das OK verbindet, bezeichnet werden kann. Gemäß dem Leitbild soll diese Kooperation vor allem häuserübergreifende Großprojekte fördern und sich originell und ungewöhnlich mit der Region Oberösterreich auseinandersetzen. Zudem soll Kunst im öffentlichen Raum mehr Platz einnehmen, weswegen die Einbeziehung der Fassaden und Plätze im und vor dem Kulturquartier beabsichtigt war.

## Architektur
Das Gebäude wurde 1930 (Osttrakt) bzw. 1936 (Westtrakt) von Matthäus Schlager erbaut.
Während der Umbauphase von 1994 bis 1998 wurde das OK-Gebäude in Etappen renoviert und seiner aktuellen Nutzung als Ausstellungs- und Produktionshaus angepasst. Der ursprüngliche Bau, eine Schule der Ursulinen, wurde zumindest außen in seiner ursprünglichen Form belassen. Lediglich der ehemalige Eingang wurde von der Schmalseite auf die Längsseite zentral versetzt und die Fassade von Sabine Bitter und Helmut Weber anthrazit eingefärbt.
Innen wurden im Zuge der Umbauarbeiten ein großzügiger Foyerbereich, ein Kommunikationszentrum, Ausstellungs- und Produktionsräume, „artist-in-residence“-Appartements sowie Medien- und Materialwerkstätten geschaffen. Die Künstlerwohnungen mit Präsentationsräumen sind im Erdgeschoß untergebracht. Organisation, Werkstätten und kleinere Präsentationsräume befinden sich im ersten Stock. Im zweiten Obergeschoß befindet sich der Hauptausstellungsraum mit einer Nutzfläche von 212 m² und beidseitigen Fensterfronten. Am Dach wurde dem Altbestand ein Neubau aus Glas, Stahl und Beton aufgesetzt – das Mediendeck. Dieses wird mit einer maximalen Nutzfläche von 300 m² vor allem als Veranstaltungs- und Partylocation genutzt.
Das Konzept für die Umgestaltung stammt von Peter Riepl vom Architektenbüro Riepl/Riepl und wurde 1998 mit dem Österreichischen Bauherrenpreis ausgezeichnet, da die Umgestaltung es vermag, Alt und Neu in einen spannenden Bezug zu setzen. Seit 15. Oktober 2009 steht das Gebäude unter Denkmalschutz. Seit 2014 verfügt das OÖ Kulturquartier über ein weiteres architektonisches Highlight, den voestalpine open space, eine Stahlkonstruktion auf den Dächern, die mit künstlerischen Projekten bespielt wird und das Moviemento Sommerkino beherbergt.

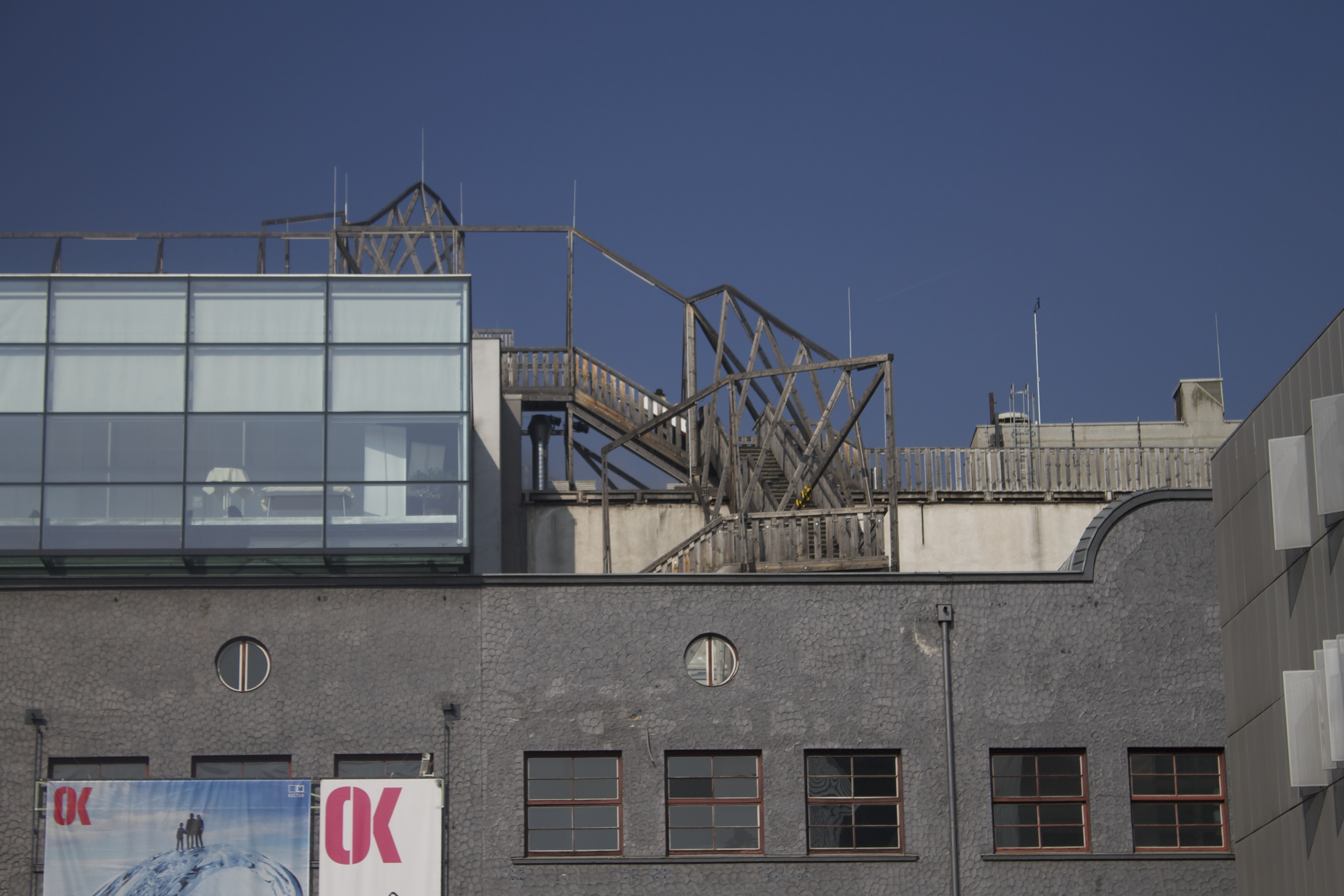
Höhenrausch Parcours am Dach des OK (2011)

## Programm
Das OK zeigt pro Jahr sechs bis acht Einzel- und Gruppenausstellungen, wobei auf den Aufbau einer Sammlung bewusst verzichtet wird.

### Prix Ars Electronica Exhibition
Diese Ausstellung wurde zwischen 1998 und 2020 jährlich im OK präsentiert. Mittlerweile werden die Arbeiten wieder an einem der Standorte der Ars Electronica gezeigt.

### Biennale Cuvée
Bereits vier Mal wurde die Biennale Cuvée veranstaltet, welche eine Auswahl von Projekten der wichtigsten internationalen Biennalen bietet. Besucher können so Gegenwartskunst geballt erleben und erhalten dabei einen Einblick in die Welt der internationalen Gegenwartskunst.

### Höhenrausch
Die „Aktion Höhenrausch“, die 2009 anlässlich der Kulturhauptstadt Linz09 durchgeführt wurde, zählt zu den erfolgreichsten und meistbesuchten Projekten von Linz09. Bei dieser Aktion wurden Besucher auf gebauten Stegen über die Dächer des OK und angrenzender Gebäude geführt, wobei die Aussicht auf die Stadt von oben durch Kunstinstallationen vor Ort ergänzt wurde.
Wegen der Beliebtheit der Aktion Höhenrausch wurde dieser Programmpunkt 2011 mit dem Thema „Brücken im Himmel“ erneut ins Programm aufgenommen. Unter den Künstlern 2011 waren Yoko Ono, Pipilotti Rist und Eva Schlegel. Beim Höhenrausch 2 im Jahr 2011 wurden über 200.000 Besucher gezählt.
2012 folgte dem Höhenrausch der Sinnesrausch, welcher die Themen Sehen, Hören und Riechen in den Fokus der Ausstellung stellt. Der Höhenrausch-Parcours wurde zum „Pfad der Sinne“ umgebaut und Kunstobjekte, wie eine Duftorgel oder eine Hörröhre, sollen die Besucher an das aktuelle Thema heranführen. Zudem ist am Dach des City-Parkhauses ein Sonnentheater geplant.
Mit „Wie im Paradies“ ab Mai 2021 fand der letzte Höhenrausch statt. 40 Künstler präsentierten „Vorstellungen vom Paradies ... Räume für Träume ... und ließen hinter die Fassaden käuflicher Illusionen blicken.“

### The Non-fungible Body? Performance Festival
Das Performance-Festival „The Non-fungible Body?“, das erstmals von 17.–19. Juni 2022 im OK und Musiktheater Linz stattfand schafft ein neues Format für die Dächerlandschaft des OK. Das von Freda Fiala und River Lin geleitete Festival thematisiert die Bedeutung von Performancekunst im Kontext zeitgenössischer Kunst und öffnet den Raum des Museums für einen lebendigen Austausch von Performerinnen und Publikum.

## Lage
Das OK befindet sich im Zentrum von Linz am OK-Platz, neben dem Ursulinenhof und dem Einkaufszentrum Passage. Im selben Gebäude sind auch das Programmkino Moviemento, sowie die Gastronomiebetriebe Gelbes Krokodil und Solaris untergebracht. Das Gelbe Krokodil ist ein Restaurant, welches vor allem regionale und vegetarische Gerichte anbietet. Die Bar Solaris ist ein Szene-Treffpunkt, der auch gerne von Besuchern des OKs, beziehungsweise des Programmkinos Moviemento aufgesucht wird.